# 尼克·怀特黑德
尼克·怀特黑德（英語：Nick Whitehead，1933年5月29日—2002年10月6日），英国男子田径运动员，主攻短跑。他曾代表英国参加1960年夏季奥林匹克运动会田径比赛，获得男子4×100米接力铜牌。